# گئورگ بادالیان (دولتمرد)
گئورگ بادالیان (ارمنی: Գեվորգ Վարազդատի Բադալյան؛ زادهٔ ۲۵ نوامبر ۱۹۵۵) یک سیاستمدار اهل ارمنستان است که از تاریخ ۱۹۹۵ تا تاریخ ۱۹۹۹ سمت نمایندگی دوره اول مجلس ملی جمهوری ارمنستان را برعهده داشت.

## زندگی‌نامه
در ۲۵ نوامبر ۱۹۵۵ ‏در ووستان به دنیا آمد و از دانشگاه دولتی علوم پرورشی خاچاطور آبوویان ارمنستان فارغ‌التحصیل شد. 

## یادداشت
1. ↑  Երեւանի մանկավարժական ինստիտուտ